# USS Curtis Wilbur (DDG-54)
L’USS Curtis Wilbur (DDG-54) est un destroyer américain de la classe Arleigh Burke. Il est nommé d'après Curtis Dwight Wilbur, 43e secrétaire à la Marine des États-Unis ayant servi sous le président Calvin Coolidge. Il appartient à la Septième flotte américaine, opérant dans l'océan Pacifique Ouest et dans l'océan Indien. 

## Histoire du service
Commissionné en 1994 et toujours en service en 2014, il a été construit au chantier naval Bath Iron Works dans le Maine et son port d’attache est la base navale de Yokosuka au Japon.
Il a notamment participé à l'opération Southern Watch, zone d'exclusion aérienne (no-fly zone) menée à la suite de la guerre du Golfe du 26 août 1992 au 19 mars 2003 par les États-Unis, le Royaume-Uni, l'Arabie saoudite et la France afin de contrôler l'espace aérien irakien au sud du 32e parallèle nord (étendue jusqu'au 33e parallèle nord en 1996).
En mars 2011, à la suite du séisme de la côte Pacifique du Tōhoku, il est déployé au nord-est de Honshū, participant aux efforts de secours des sinistrés japonais. 